# Latex2html
latex2html é um programa que gera páginas HTML a partir de uma ou
mais fontes em LaTeX. Escrito em Perl, este programa é um conversor que converte documentos em LaTeX para HTML, permitindo que documentos originalmente escritos em LaTeX possam ser exibidos na internet na forma de hipertexto.
latex2html foi desenvolvido para funcionar em sistemas UNIX-like
(como Linux, Solaris, IRIX, Dec Unix, HP-UX, AIX)
bem como em sistemas Windows (95, 98, NT).

## Outros Links
- «Home page do latex2html (em inglês).»